# Pouques-Lormes
Pouques-Lormes ist eine französische Gemeinde mit 142 Einwohnern (Stand 1. Januar 2022) im Département Nièvre in der Region Bourgogne-Franche-Comté (vor 2016 Bourgogne). Sie gehört zum Arrondissement Clamecy und zum Kanton Corbigny (bis 2015 Lormes).

## Geographie
Pouques-Lormes liegt etwa 65 Kilometer südsüdöstlich von Auxerre im Morvan. Umgeben wird Pouques-Lormes von den Nachbargemeinden von Bazoches im Norden, Empury im Nordosten, Lormes im Osten und Südosten, Magny-Lormes im Süden und Südwesten, Anthien im Westen sowie Neuffontaines im Nordwesten.

## Bevölkerungsentwicklung
| Jahr                       | 1962 | 1968 | 1975 | 1982 | 1990 | 1999 | 2006 | 2011 | 2016 |
| Einwohner                  | 203  | 188  | 143  | 112  | 118  | 158  | 165  | 163  | 161  |
| Quellen: Cassini und INSEE |      |      |      |      |      |      |      |      |      |

## Sehenswürdigkeiten
- Kirche Saint-Pierre aus dem 12. Jahrhundert
- Kartause Sainte-Marie du Val Saint-Georges, 1235 gegründet